# 임천 권각 정려
임천 권각 정려는 충청남도 부여군 임천면 두곡리에 있는 정려이다. 2019년 12월 20일 부여군의 향토문화유산 제144호로 지정되었다.

## 지정 사유
권각(?~1592)의 본관은 안동, 자는 정경이다. 임진왜란 당시 의병장 조헌이 창의할 때 임천에서 이강과 함께 금산 전투에 참가, 왜적과 싸우다가 1592년 8월 18일에 순절하였다. 권각은 고종 8년(1871) 3월에 비로소 조정에서 정려를 명하였다. 이후 20년이 지난 고종 28년(1891)에 호조참판 겸 동지의금부사에 추증됨으로써 마침내 정려각이 세워진 것으로 보인다.
권각은 문열공 조헌의 문인으로, 많은 학자들이 그의 충의정신을 높이 평가하였다. 역대의 많은 충렬록 류에 소개되어 있다. 임진왜란 때 권각과 함께 중봉 조헌의 휘하에 들어가 싸우다가 순절한 이강의 정려는 이미 부여군 향토문화유산 제130호로 지정되었으며, 권각의 정신사적 위상 등 그 가치가 충분하다고 판단되어 부여군 향토문화유산으로 지정되었다.